# Tau-kruis

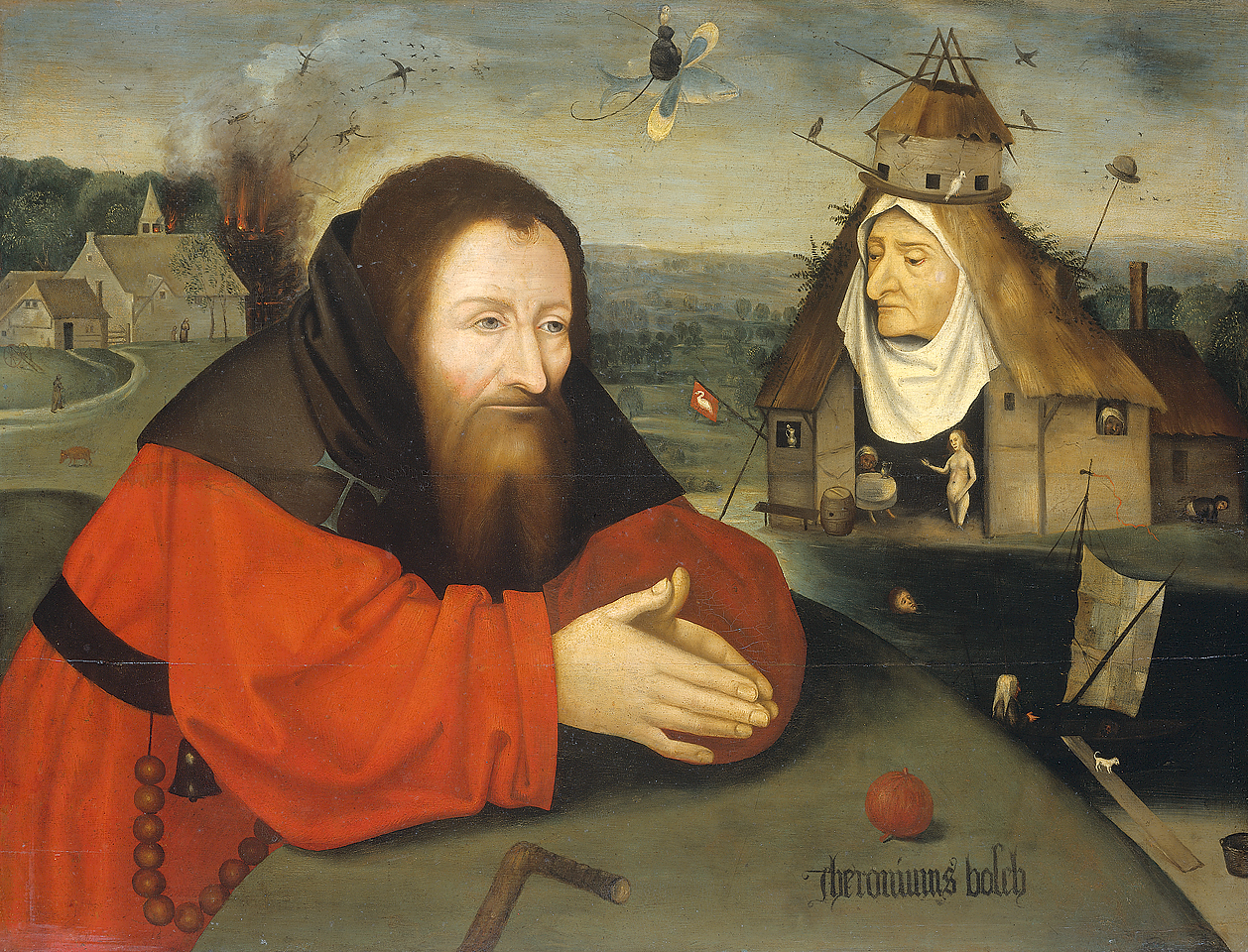
De Heilige Antonius met een blauw Tau-kruis.

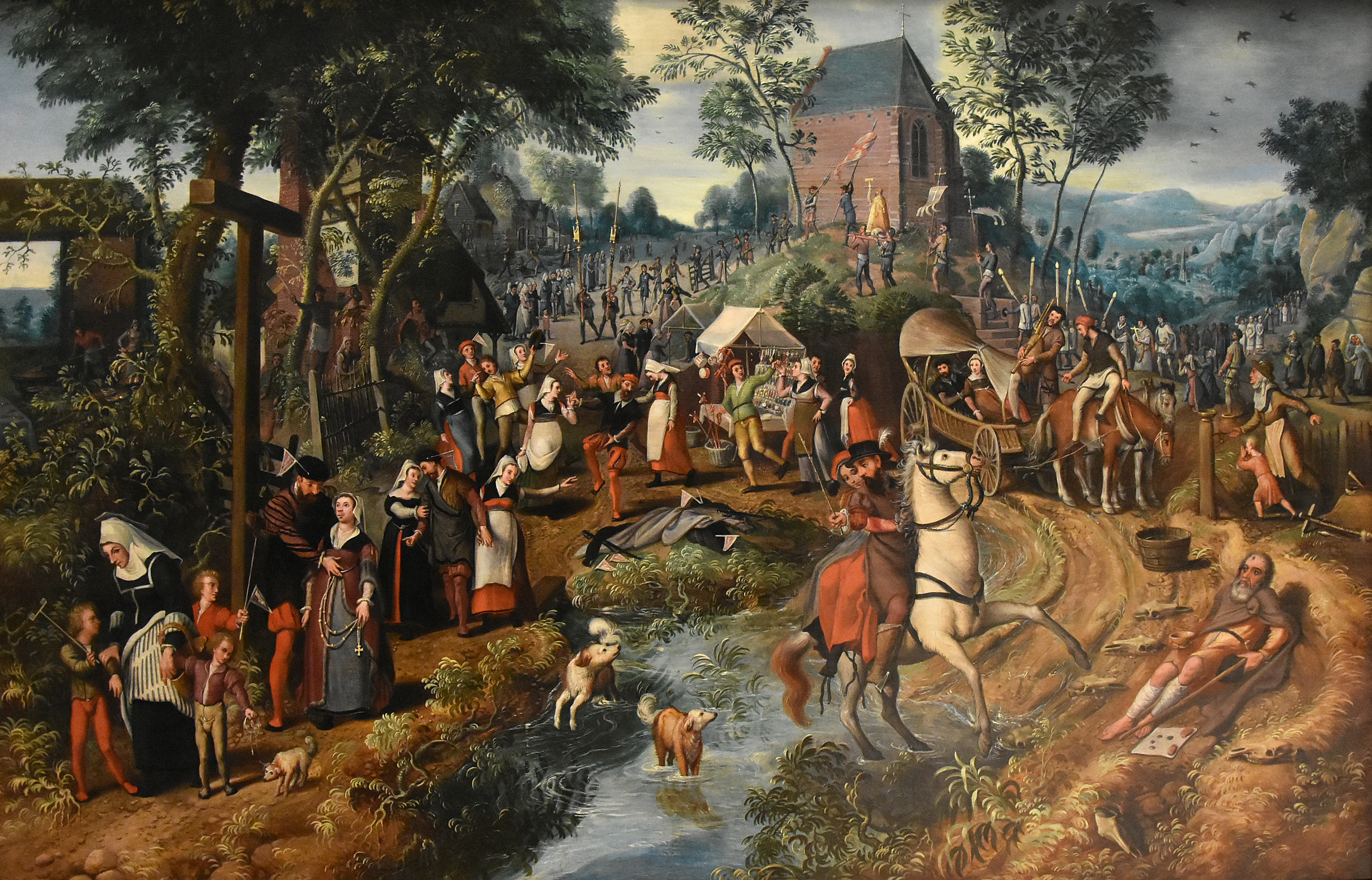
De terugkeer van een Sint-Antoniusbedevaart waarop een Tau-kruis is te zien

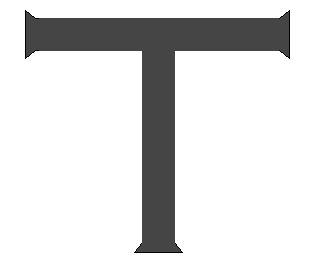
Het Tau-kruis

Het Tau-kruis, Sint-Anthoniuskruis of kortweg "Tau" is het symbool van de religieuze ridderorde van Sint-Antonius (de Antonieten). Het heeft de vorm van een hoofdletter T. Zij droegen het in blauwe kleur op hun habijt. De heilige Antonius van Egypte wordt in de iconografie vaak met het tau-kruis als attribuut afgebeeld.
Aangezien de Antonieten pest- en lepralijders verzorgden, werd er onder het kruis vaak een belletje afgebeeld. Dit verwees naar de bel die de pest- en lepralijders luidden om anderen te waarschuwen voor hun besmettelijke aanwezigheid.
De Tau is de laatste letter in het oud- Hebreeuwse alphabet en heeft daarbij de betekenis van 'voltooid'.
De oorsprong van dit kruis is de Griekse letter tau.

## Referentie
1. ↑  Prof. dr. J.J.M. Timmers, Christelijke symboliek en iconografie, De Haan, Houten, 1978, blz. 104